# 豊中市立庄内さくら学園
豊中市立庄内さくら学園（とよなかしりつ しょうないさくらがくえん）は、大阪府豊中市庄内幸町にある公立義務教育学校。

## 概要
豊中市の南部に位置する。2023年、豊中市立庄内小学校、豊中市立島田小学校、豊中市立野田小学校、豊中市立庄内さくら学園中学校を統合して開校した。 

## 沿革
義務教育学校開校の前段階として、2020年、豊中市立第六中学校と豊中市立第十中学校を統合した豊中市立庄内さくら学園中学校が発足した。校舎は第十中学校のものを使用していた。
その後、中学校と庄内・野田・島田小学校をそれぞれ統合した義務教育学校として、2023年、庄内小学校と第六中学校の敷地にて豊中市立庄内さくら学園が開校した。
- 2020年
  - 4月1日 - 豊中市立第六中学校、豊中市立第十中学校を統合した豊中市立庄内さくら学園中学校が発足。校舎は豊中市立第十中学校のものを使用していた。
  - 4月7日 - 開校式と第1回入学式挙行。最初の新入生は119名。
  - 4月8日 - 最初の始業式が行われる予定だったが、新型コロナウイルス感染拡大による緊急事態宣言発出により、中止された。
- 2021年3月16日 - 第1回卒業式挙行。ただし、こちらも新型コロナウイルス感染拡大の影響で、卒業生とその保護者のみの出席（在校生は参加せず）だった。
- 2023年 - 豊中市立庄内小学校・豊中市立野田小学校・豊中市立島田小学校・庄内さくら学園中学校を統合した豊中市立庄内さくら学園（義務教育学校）が開校。

## 通学区域
- 庄内幸町1～5、庄内西町1～5、庄内東町1～6、野田町、庄内栄町1～5、庄内宝町1・2（一部）・3、名神口2～3[4]。

## 校名
「庄内さくら学園」の選考理由として、豊中市は庄内・野田・島田小学校の校章が「桜」であり、桜が3小学校区共通のシンボルとしてふさわしいこと、「さくら」という言葉の響きが良く綺麗な印象で親しみやすいことなどから、「誰からも広く愛される学校になってほしい」という願いを込めた、としている。

## 校歌
豊中市は、校歌の制作を大阪音楽大学に依頼した。校歌の作詞作曲を手掛けたのは高木日向子、吹奏楽譜用への編曲を手掛けたのは、同大学作曲教授の高昌帥である。2020年に、義務教育学校開校に先駆けて開校した庄内さくら学園中学校でも校歌として使用されている。

## 学校スローガン
「一人ひとりが強いつながりをもてる学校～『自治の力』を高め、未来を切り拓く～」を掲げている。

## 交通
- 庄内駅より西へ約700m。